# Palácio de Westminster
Palácio de Westminster, também conhecido como Casas do Parlamento (em inglês Houses of Parliament), é o palácio de Londres onde estão instaladas as duas Câmaras do Parlamento do Reino Unido (a Câmara dos Lordes e a Câmara dos Comuns). O palácio fica situado na margem Norte do rio Tâmisa, no Borough da Cidade de Westminster próximo de outros edifícios governamentais ao longo da Whitehall.
O palácio é um dos maiores Parlamentos do mundo, constituindo um dos ex-libris de Londres, o que faz dele um dos edifícios mais célebres do planeta. O esquema do palácio é intrincado, com os edifícios existentes a conterem mais de 1000 salas, 100 escadarias, e 5 km de corredores. Apesar de a maior parte da construção datar do século XIX, entre os edifícios originais do Palácio encontra-se o Westminster Hall, usado actualmente para importantes cerimónias públicas, tal como os Funerais de Estado, e a Torre das Jóias (Jewel Tower).
A tutela do Palácio de Westminster e do seu recinto foi exercida durante séculos pelo representante da Rainha, o Lorde Camareiro-Mór (Lord Great Chamberlain). Por acordo com a Coroa, o controlo passou para as duas Câmaras em 1965. Certas salas de cerimónia continuam sob a alçada do Lorde Camareiro-Mór. Depois de um incêndio em 1834, as actuais Casas do Parlamento foram reconstruídas nos 30 anos seguintes. Foram obra do arquitecto Sir Charles Barry (1795-1860) e do seu assistente Augustus Welby Pugin (1812-1852). O desenho incorporou o Westminster Hall e o que restava da capela de Santo Estêvão.
Todos os cidadãos britânicos têm o direito tradicional de pedir para se avistarem com os seus membros do Parlamento, encontrando-se no elaboradíssimo Salão Central (Central Lobby). Durante as sessões parlamentares é possível assistir aos debates a partir da Galeria dos Estranhos (Strangers' Galleries). Até a Rainha está sujeita a restrições. Durante a Abertura Solene do Parlamento (State Opening of Parliament) a soberana deve sentar-se no trono entre os Lordes enquanto o Primeiro-Ministro e os membros do Gabinete são convidados a entrar pela Câmara dos Comuns — um costume que remonta à intrusão arbitrária de Carlos I para pedir a prisão de cinco membros do Parlamento, tendo, no entanto, falhado no seu propósito.

## História

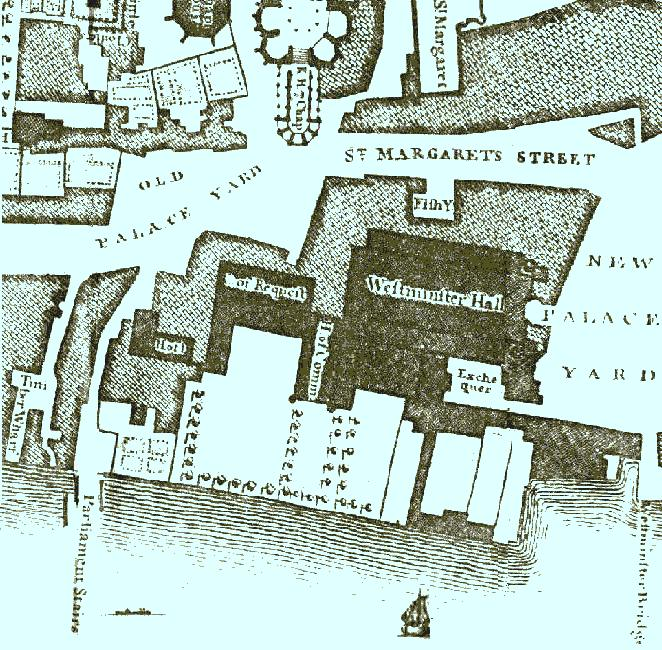
Um detalhe do Mapa de Londres de John Rocque, de 1746

O Palácio de Westminster teve uma importância estratégica durante a Idade Média, por estar localizado nas margens do Rio Tâmisa. O local foi ocupado por edifícios desde, pelo menos, a época dos Anglo-Saxões. Conhecido nos tempos medievais como "Thorney Island" (Ilha Thorney), o primeiro Rei a usar este sítio para residência Real deve ter sido Canuto, o Grande (reinou entre 1016 e 1035). O penúltimo monarca saxão da Inglaterra, Eduardo, o Confessor (reinou entre 1042 e 1066), construiu um Palácio Real na Thorney Island, logo a Oeste da Cidade de Londres, quase ao mesmo tempo em que construiu a Abadia de Westminster (de 1045 a 1050). Consequentemente, Thorney Island e a área envolvente rapidamente se tornou conhecida como Westminster (uma palavra composta de west «oeste» e mynster «mosteiro»). Depois da Conquista Normanda (1066), Guilherme I estabeleceu-se na Torre de Londres, mas mais tarde mudou-se para Westminster. Nem os edifícios usados pelos saxões nem os construídos por Guilherme I sobreviveram. As partes mais antigas do Palácio são o Westminster Hall e o Grande Hall, ambos construídos no reinado do sucessor de Guilherme I, Guilherme II.
O Palácio de Westminster foi a principal residência dos monarcas ingleses no final do período medieval. O predecessor do Parlamento, a Curia regis (Conselho real), reunia-se no Westminster Hall (apesar de seguir o Rei quando este se mudava para outros palácios). O "Parlamento Modelo", o primeiro Parlamento oficial da Inglaterra, reuniu-se no Palácio em 1295. Desde então, quase todos os Parlamentos se reuniram em Westminster, embora alguns se tenham reunido noutros locais.
Westminster permaneceu a principal residência real em Londres até que um incêndio destruiu uma parte da sua estrutura em 1529. Em 1530, Henrique VIII adquiriu o Palácio York ao Cardeal Thomas Wolsey, um poderoso ministro que perdera os favores do Rei. Henrique VIII mudou o nome do palácio para Palácio de Whitehall e utilizou-o como residência principal. Embora Westminster permanecesse oficialmente um palácio real, foi usado pelas duas Câmaras do Parlamento e como tribunal de justiça.

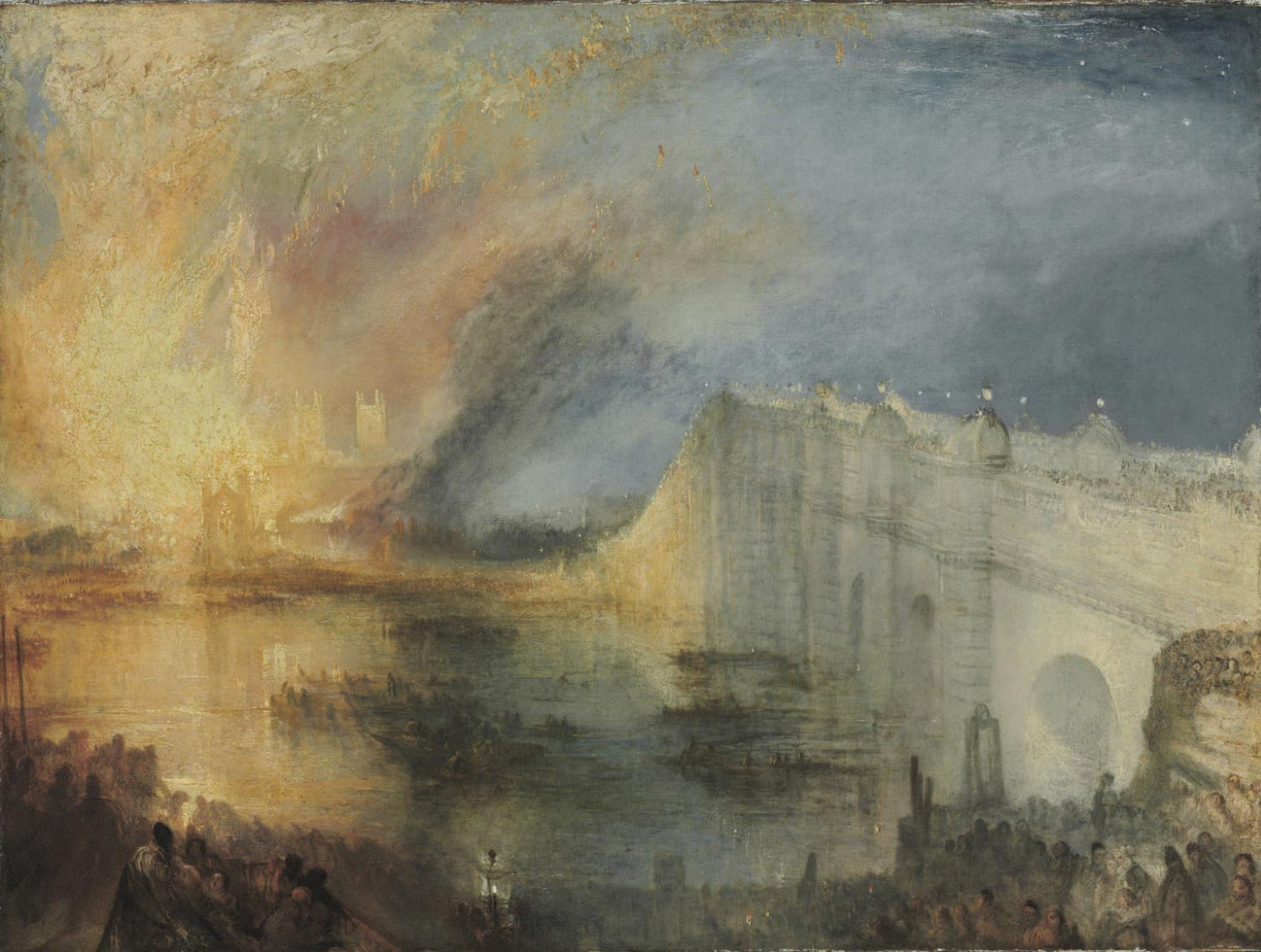
The Burning of the Houses of Lords and Commons; Quadro de J. M. W. Turner, pintor que assistiu ao incêndio de 1834 e o representou em várias pinturas (1835)

Uma vez que o palácio era originalmente uma residência real, não possuía instalações de raiz adequadas às duas Câmaras. Importantes cerimónias solenes, incluindo a Abertura Solene do Parlamento, decorreram na Câmara Pintada (Painted Chamber). A Câmara dos Lordes reunia-se habitualmente na Câmara Branca. A Câmara dos Comuns, de qualquer forma, não tinha um salão próprio; fazia muitas vezes os seus debates na Casa do Capítulo da Abadia de Westminster. Os Comuns só viriam a adquirir instalações permanentes no Palácio durante o reinado do sucessor de Henrique VIII, Eduardo VI, na Capela de Santo Estêvão, uma antiga capela Real. A Lei das Capelas de 1547 (aprovada no âmbito da Reforma Protestante) dissolveu a Ordem Religiosa dos cónegos de Santo Estêvão (entre outras instituições); por esse motivo, a capela foi adstrita à Câmara dos Comuns, tendo sofrido as alterações necessárias.
No dia 16 de Outubro de 1834, a maior parte do palácio foi destruída pelo fogo. Apenas o Westminster Hall, a Torre das Jóias, a cripta da Capela de Santo Estevão e os claustros sobreviveram. Foi nomeada uma Comissão Real para estudar a reconstrução do palácio e decidir se este deveria ser reedificado no mesmo local, bem como o estilo que deveria seguir, se o gótico, se o isabelino. Seguiu-se então um aceso debate público sobre os estilos propostos. Foi decidido que deveria evitar-se uma traça neoclássica, semelhante à da Casa Branca ou do Capitólio, ambos nos Estados Unidos, devido às suas conotações com a revolução e o republicanismo. O estilo gótico incorporava valores conservadores. Em 1836, depois de estudar 97 propostas rivais, a Comissão Real escolheu o projecto de Charles Barry para um palácio em estilo gótico. A Primeira Pedra foi colocada em 1840; a Câmara dos Lordes ficou completa em 1847 e a Câmara dos Comuns em 1852 (neste ponto, Barry foi feito Cavaleiro Solitário (Knight Bachelor)). Apesar de a maior parte do trabalho estar pronta em 1860, a construção só foi finalizada uma década depois. A Capela de Santo Estêvão passou a ser Hall de Santo Estêvão — um amplo corredor com quadros e esculturas em mármore e uma placa de latão no pavimento, a indicar o lugar onde era colocada a cadeira do Orador (Presidente da Câmara dos Comuns).

## Exterior
O desenho de Sir Charles Barry para o Palácio de Westminster recorreu ao Estilo Gótico Perpendicular  (a terceira divisão histórica do Gótico inglês), o qual foi popular durante o século XV e voltou a estar na moda com o Neogótico do século XIX. Barry era um arquitecto clássico, mas foi ajudado por Augustus Pugin, um arquitecto do Neogótico. Westminster Hall, o qual foi construído no século XI e resistiu ao incêndio de 1834, foi incorporado no desenho de Barry. Pugin ficou descontente com o resultado do trabalho, especialmente com o esquema simétrico desenhado por Barry, o que o levou a observar numa frase memorável: "Todos gregos, sir; detalhes Tudor num corpo clássico".

### Cantaria

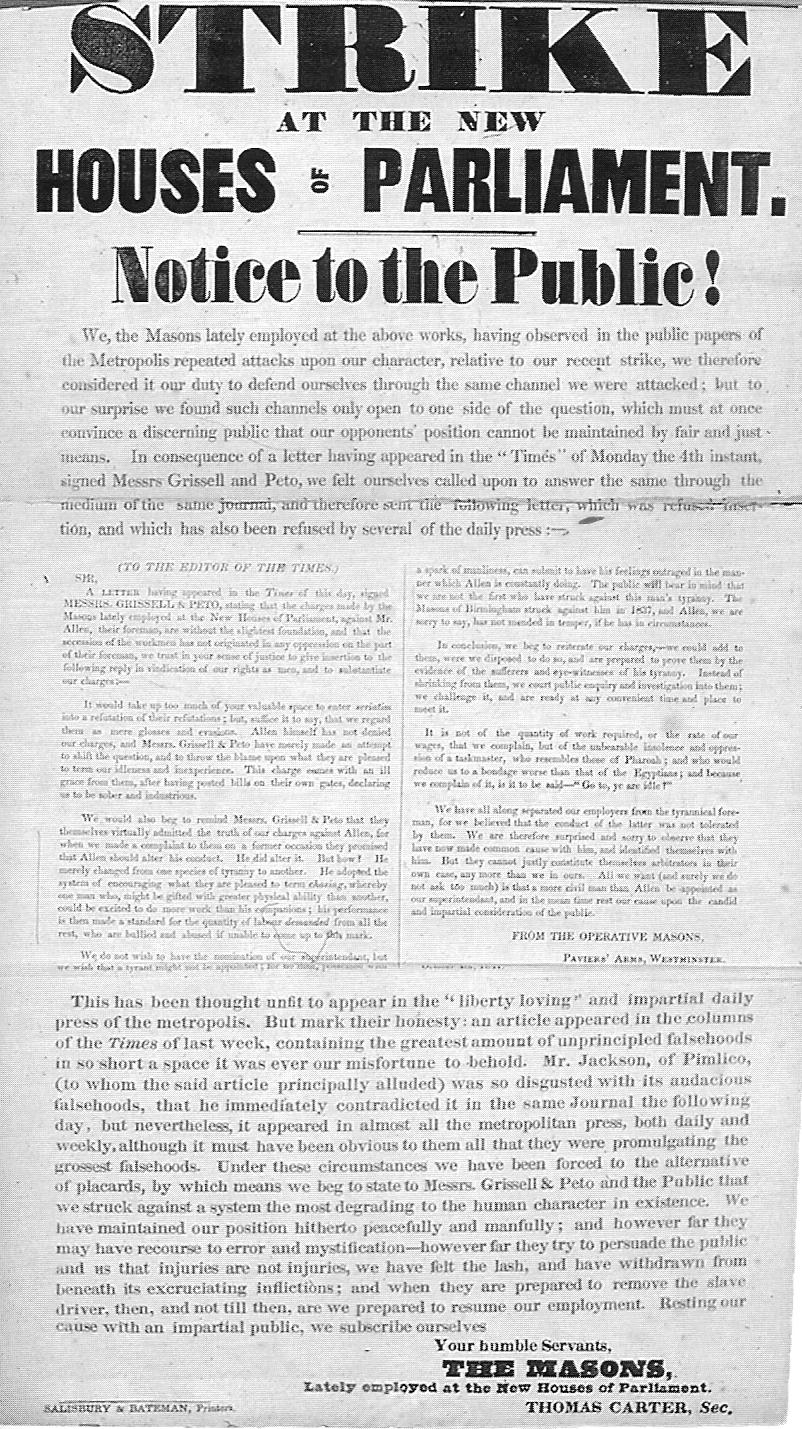
Notícia anunciando a greve dos pedreiros durante a reconstrução do Palácio

O trabalho de cantaria foi originalmente feito com pedra de Anston, um calcário magnesiano com cor de areia recolhido na aldeia de Anston, em South Yorkshire. A pedra, no entanto, em breve começou a deteriorar-se devido à poluição e à pobre qualidade de algumas das pedras usadas. Apesar de serem claros alguns defeitos logo em 1849, nada foi feito durante o resto do século XIX. Durante a década de 1910, de qualquer forma, tornou-se claro que alguns dos trabalhos de pedra teriam que ser substituídos.
Em 1928 considerou-se necessário usar Pedra de Clipsham, um calcário com cor de mel vindo de Rutland, para substituir a degradada pedra de Anston. O projecto começou na década de 1930 mas foi interrompido devido à Segunda Guerra Mundial, vindo a ser completado somente na década de 1950. Na década de 1960 a poluição começou, uma vez mais, a cobrar o seu preço. Em 1981 foi iniciado um programa de conservação e restauro das elevações exteriores e das torres, o qual ficaria concluído em 1994. As autoridades do Parlamento responsabilizaram-se pelo restauro externo de muitos dos pátios interiores, estando previsto que as obras se prolongarão, aproximadamente, até 2010.

### Torres

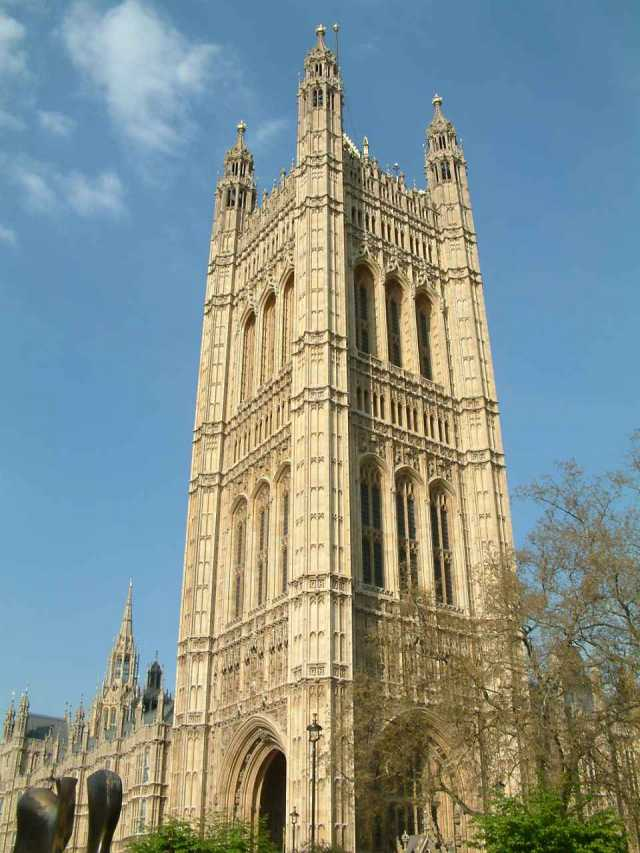
Torre Vitória

### Torre Victoria
O Palácio de Westminster de Sir Charles Barry inclui diversas torres. A mais alta é a Torre Vitória, com os seus 98 metros (323 pés), uma torre quadrada no extremo Sudoeste do Palácio. A torre recebeu o nome em homenagem à soberana reinante na época da reconstrução do Palácio, a Rainha Vitória. Esta torre alberga os Arquivos Parlamentares. No topo da Torre Vitória encontra-se um mastro de ferro onde flutua a Royal Standard (se o soberano estiver presente no Palácio) ou a Union Flag. Na base da Torre Vitória fica a Entrada do Soberano para o Palácio. O monarca usa esta porta para entrar no Palácio de Westminster por ocasião da Abertura Solene do Parlamento ou para quaisquer outras cerimónias oficiais.

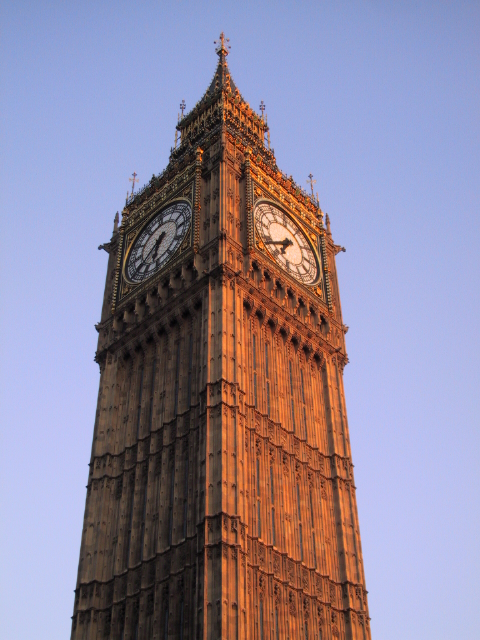
Torre do Relógio, conhecido popularmente por "Big Ben"

### Torre de Santo Estêvão
Sobre o meio do Palácio ergue-se a Torre de Santo Estevão, também chamada de Torre Central. Esta torre tem 91 metros de altura (300 pés), o que faz dela a mais curta das três torres principais do Palácio. Ao contrário das outras torres, a Torre de Santo Estevão possui um pináculo. Fica imediatamente por cima do Salão Central, e tem uma forma octogonal. A sua função original era providenciar a entrada de uma importante quantidade de ar.
Uma torre menor fica posicionada na frente do Palácio, entre o Westminster Hall e o Old Palace Yard (Antigo Pátio do Palácio), e contém na sua base a entrada principal da Câmara dos Comuns, conhecida como a Entrada de Santo Estevão.

### Torre Elizabeth
No extremo Noroeste do Palácio fica a mais famosa das suas torres, a Torre do Relógio (popularmente conhecida por Big Ben), que mede 96 metros (316 pés) de altura. A Torre do Relógio alberga um grande relógio conhecido como o "Grande Relógio de Westminster" (Great Clock of Westminster). Em cada um dos quatro lados da torre fica uma face do grande relógio. A torre também contém cinco sinos, os quais constituem um carrilhão que emite uma melodia, conhecida como "Westminster Chimes", a cada quarto de hora. O maior e mais famoso dos sinos é o Big Ben (oficialmente, o Grande Sino de Westminster), o qual toca a cada hora. Este é o terceiro sino mais pesado da Inglaterra, pesando cerca de 13,8 toneladas. Apesar de o termo "Big Ben"  se referir apenas ao sino, é muitas vezes aplicado coloquialmente a todo o conjunto da Torre.
Em 2012, a torre do Big Ben foi rebatizada "Elizabeth Tower" em honra do jubileu de diamante da rainha Isabel II.
A mudança de nome decorreu de uma campanha subscrita por dezenas de deputados no âmbito das celebrações dos 60 anos de reinado de Isabel II, e apoiada pelo primeiro-ministro, David Cameron, e pelo líder da oposição, Edward Miliband.
A renomeação do Big Ben segue uma homenagem semelhante feita à rainha Vitória — a única outra monarca britânica a celebrar o jubileu de diamante, em 1897 —, que dá nome à torre situada do lado oeste do Parlamento.

### Jardins

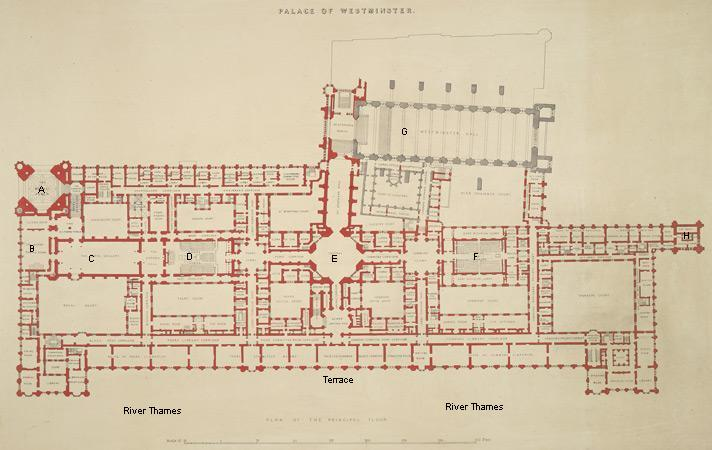
O esquema do Palácio de Westminster

Existem vários pequenos jardins em volta do Palácio de Westminster. Os Jardins da Torre Vitória estão abertos como parque público juntamente com a margem do rio Tâmisa a Sul do palácio. Os Jardins de Black Rod (Bastão Negro — assim nomeados devido a um posto de oficial do Parlamento, o Cavaleiro que Conduz o Bastão Negro) estão fechados ao público e são usados como entrada privada. O Pátio do Palácio Velho (Old Palace Yard), em frente do edifício, foi pavimentado e nele foram colocados blocos de betão de segurança. O Jardim de Cromwell (Cromwell Green — também fronteiro ao palácio e entaipado em 2006 para construção de um novo centro de visitantes), o Pátio do Palácio  Novo (New Palace Yard) (no lado Norte) e o Jardim do Presidente da Câmara dos Comuns (Speaker's Green) (directamente a Norte do Palácio) são todos privados e, como tal, encerrados ao público. O Jardim do Colégio (College Green), em frente da Câmara dos Lordes, é um pequeno jardim triangular usado para entrevistas televisivas com os políticos.

## Interior
O Palácio de Westminster tem mais de 1 000 salas, 100 escadarias e 3 milhas (5 km) de corredores. O edifício possui quatro pisos; no piso térreo possui gabinetes, salas de jantar e bares. O primeiro andar (conhecido como o "andar principal") acomoda as salas principais do Palácio, incluindo as duas Câmaras, os salões e as bibliotecas. A Sala de Robing, a Galeria Real, o Gabinete do Príncipe, a Câmara dos Lordes, o Salão Nobre, o Salão Central, o Salão dos Membros e a Câmara dos Comuns ficam todos neste piso, de Norte para Sul segundo esta ordem. O Westminster Hall fica ligado a um dos lados da extremidade da Câmara dos Comuns. Os dois pisos superiores são preenchidos por salas de comissões e gabinetes.
Antigamente, o Palácio de Westminster era tutelado pelo Lorde Camareiro-Mór, uma vez que o edifício era (e, oficialmente, continua a ser) uma residência régia. Em 1965, no entanto, foi decidido que cada Câmara deveria controlar as suas próprias salas. O Presidente da Câmara dos Comuns (Speaker) e o Lorde Chanceler (Lord Chancellor) exerceriam o controlo da metade correspondente às respectivas Câmaras. O Lorde Camareiro-Mór mantém a custódia de certas salas de cerimónia.

### Câmara dos Lordes

A Câmara dos Lordes em 1811

A Câmara dos Lordes é ocupada por nobres. Fica localizada na parte Sul do Palácio de Westminster. A abundantemente decorada sala mede 14 por 24 metros (45 por 80 pés). As bancadas da Câmara, tal como outras peças de mobiliário do lado do Palácio pertencente aos Lordes, têm a cor vermelha. A parte alta (o quarto piso) da Câmara é decorada com vidros pintados e seis [afresco] alegóricos representando a religião, a bravura e a lei.
A parte superior, ou galeria do público, apresenta uma pequena cortina, com cerca de 10 polegadas de altura. Esta foi executada na década de 1920 para esconder os tornozelos e a parte baixa das pernas das mulheres; a moda estava a tornar-se cada vez mais promíscua, segundo o ponto de vista dos Lordes, e a visão das pernas expostas era considerada inadequada por estes.
Num dos extremos da Câmara estão o baldaquino e o trono; apesar de o Soberano poder, teoricamente, ocupar o trono em qualquer sessão, apenas está presente na Abertura Solene do Parlamento. Outros membros da Família Real que assistem a esta sessão, ocupam cadeiras próximo do trono. Em frente ao trono fica o "woolsack", um travesseiro sem costas nem braços estufado com lã, representando a histórica importância do comércio da lã. O "woolsack" é usado pelo oficial que preside à Câmara (o Lorde Presidente desde 2006, mas historicamente o Lord Chanceler ou um deputado). A maça da Câmara, que representa a Autoridade Régia fica colocada nas costas do "woolsack". À frente do "woolsack" ficam o "Woolsack dos Juízes" (Judges' Woolsack" — um grande travesseiro encarnado ocupado pelos Lordes Jurídicos) e a Mesa da Casa (à qual se sentam os secretários).
Os membros da Câmara dos Lordes ocupam bancadas encarnadas dispostas em três dos lados da Câmara. As bancadas à direita do Lorde Chanceler formam o Lado Espiritual e as da esquerda o Lado Temporal. Os Lordes Espirituais (arcebispos e bispos da Igreja Anglicana) ocupam, todos eles, o Lado Espiritual. Os Lordes Temporais (nobres) sentam-se de acordo com o partido de filiação: os membros do partido Governamental sentam-se no Lado Espiritual, enquanto que os da Oposição se sentam no Lado Temporal. Alguns nobres que não têm filiação partidária, sentam-se no meio da Câmara, em oposição ao "Woolsack"; são consequentemente chamados "cross-benchers" (abancados em cruz). A Câmara dos Lordes é cenário de importantes cerimónias, a mais importante das quais é a Abertura Solene do Parlamento, que ocorre no início de cada sessão ano parlamentar. O soberano, sentado no trono, profere o "Discurso do Trono" (Speech from the Throne), esboçando a agenda legislativa do Governo para o ano vindouro. Os Comuns não podem entrar na Câmara, assistindo a partir da balaustrada existente logo à entrada da Câmara. Uma cerimónia similar tem lugar no final da sessão parlamentar; o soberano, de qualquer forma, normalmente não está presente nesta última, fazendo-se representar por um grupo de Lordes Comissários (Lords Commissioners).

### Câmara dos Comuns

A Câmara dos Comuns em 1811

A Câmara dos Comuns ocupada pelos parlamentaristas, a qual abriu em 1950, depois de a Câmara Vitoriana ter sido destruída em 1941, é da autoria do arquitecto Giles Gilbert Scott e fica localizada no extremo Norte do Palácio de Westminster. Êsta Câmara mede 14 por 21 metros (46 por 68 pés). É muito mais austera que a Câmara dos Lordes; as bancadas da Câmara, tal como outras peças de mobiliário do lado do Palácio pertencente aos Comuns, têm a cor verde. Os membros do público estão proibidos de se sentarem nas bancadas verdes. Outros Parlamentos de nações da Commonwealth copiaram o esquema de cores, segundo o qual a Câmara Baixa está associada ao verde e a Câmara Alta ao encarnado.
Num dos extremos da Câmara fica a Cadeira do Presidente da Câmara dos Comuns, um presente para o Parlamento vindo da Austrália. Em frente à Cadeira do Presidente a Mesa da Casa, à qual os secretários se sentam, e na qual está colocado a maça cerimonial dos Comuns. As caixas de despacho, as quais ficam em frente das bancadas dos deputados, onde frequentemente repousam notas durante as sessões de esclarecimento e os discursos, foram um presente da Nova Zelândia.
Existem bancadas verdes em ambos os lados da Câmara; os membros do partido governamental ocupam as bancadas à direita do Presidente da Câmara dos Comuns, enquanto que os membros da Oposição ocupam as da sua esquerda. Ao contrário do que acontece na Câmara dos Lordes, na Câmara dos Comuns não existem bancadas cruzadas. A Câmara é relativamente pequena, podendo acomodar apenas 427 dos 646 Membros do Parlamento. Durante as "Interpelações ao Primeiro-Ministro" (convenção constitucional que ocorre todas as quartas-feiras, na qual o primeiro-ministro responde às perguntas dos deputados durante meia hora), e em debates importantes, os deputados (ou seja, os Membros do Parlamento) permanecem de pé em ambos os extremos da Casa.
Por tradição, os soberanos do Reino Unido não entram na Câmara da Casa dos Comuns. O último monarca a entrar nesta Câmara foi Carlos I, em 1642, quando tentou prender cinco Membros do Parlamento sob a acusação de Alta Traição.
A distância que separa as duas linhas encarnadas existentes no chão da Casa dos Comuns é, segundo uma tradição provavelmente apócrifa, equivalente a duas espadas e um pé. O protocolo dita que os deputados não podem atravessar estas linhas quando discursam. Historicamente, estas serviam para prevenir que disputas no interior da Câmara degenerassem em duelos.

### Westminster Hall

Westminster Hall no início do século XIX

O Westminster Hall, a estrutura mais antiga existente no Palácio de Westminster, foi erguido em 1097. O telhado era originalmente suportado por pilares mas, durante o reinado de Ricardo II, este foi substituído por um telhado com arcos em madeira, cujo peso era suportado pelas paredes, desenhado por Henry Yevele e Hugh Herland (como se vê na pintura à esquerda). Westminster Hall é uma das maiores galerias da Europa e possuía o telhado medieval com a maior amplitude na Inglaterra; este mede 21 por 73 metros (68 por 240 pés). Apesar de uma lenda do Essex afirmar que a madeira de carvalho veio das florestas de Thundersley, Essex, sabe-se que a madeira dos telhados foi inteiramente fabricada no ano de 1395 em Farnham, no Surrey, 35 milhas a Sudoeste de Londres. Os clientes registaram o largo número de carruagens e barcas que entregaram madeira em Westminster.

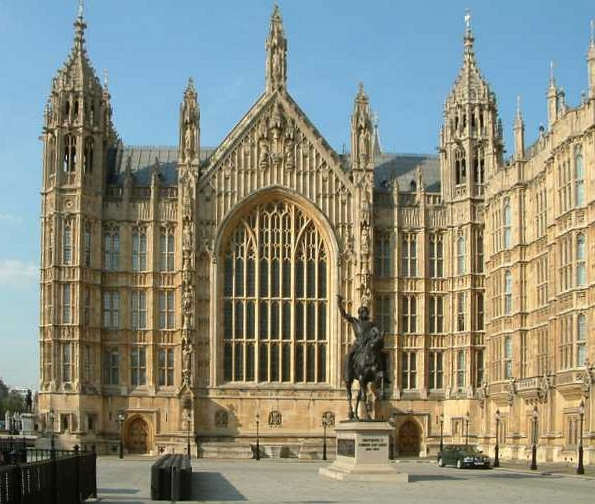
Westminster Hall, vista do exterior

Westminster Hall tem servido para numerosas funções. foi usado inicialmente para propósitos judiciais, albergando três dos mais importantes tribunais do país: o Tribunal da Bancada do Rei, o Tribunal dos Pedidos Comuns e o Supremo Tribunal de Justiça. Em 1873, estes tribunais foram amalgamados no Supremo Tribunal de Justiça de Inglaterra e Gales, o qual continuou a reunir-se no Westminster Hall até que foi mudado para os Reais Tribunais de Justiça em 1882. Adicionalmente aos tribunais regulares, Westminster Hall também acolheu importantes julgamentos do estado, incluindo Impugnações e o julgamento de Carlos I no final da Guerra Civil Inglesa.
Westminster Hall também serviu para funções cerimoniais. Desde o século XII até ao século XIX, os banquetes de Coroação em honra dos Novos Monarcas realizaram-se nesta galeria. O último destes banquetes aconteceu em 1821, aquando da Coroação de Jorge IV; o seu sucessor, Guilherme IV, abandonou a ideia por considerá-la demasiado dispendiosa.

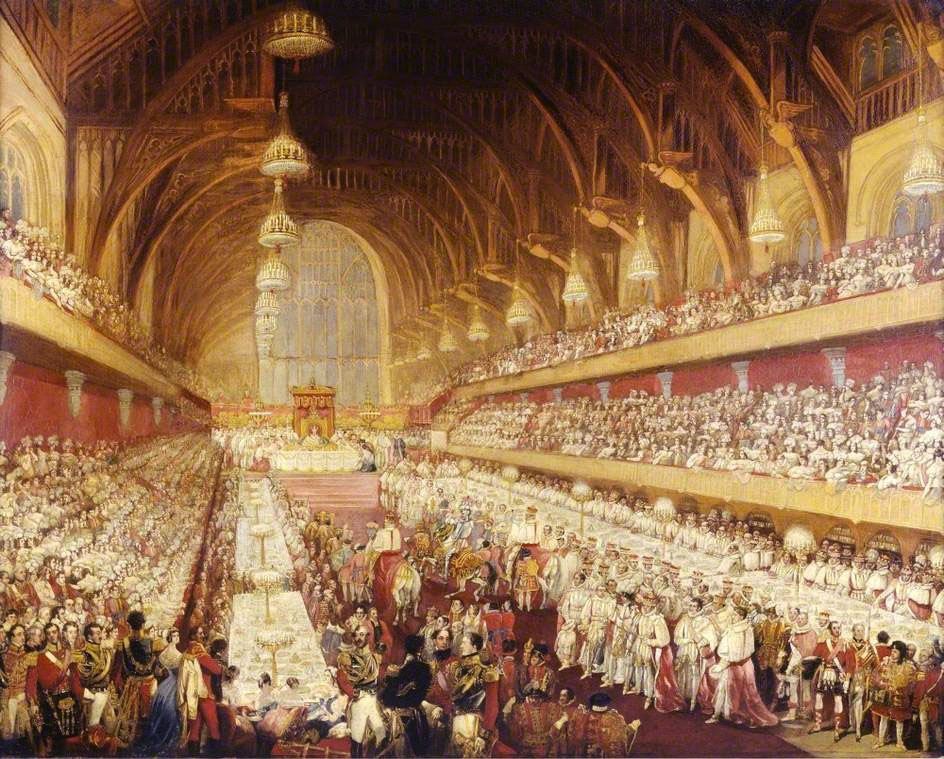
Banquete de Coroação de Jorge IV, realizado no Westminster Hall em 1821

Westminster Hall também tem sido usado como Câmara Ardente durante os Funerais de Estado e funerais cerimoniais. Tais honras são normalmente reservadas para os soberanos e seus consortes; as únicas personalidades a receber esta honraria durante o século XX foram Frederick Roberts, 1.º Conde Roberts (1914) e Sir Winston Churchill (1965). O mais recente Funeral de Estado a realizar-se ali foi o da Rainha Elizabeth, a Rainha Mãe, em 2002.
Em 1999 e 2003, foram dadas permissões especiais ao pessoal do Palácio para devolver à galeria o seu propósito original, com a realização de duas grandes festas.
As duas Casas têm apresentado discursos cerimoniais à Coroa no Westminster Hall, em importantes ocasiões públicas. Servem como exemplos os discursos apresentados por ocasião do Jubileu de Prata da Rainha Isabel II, em 1977, do Jubileu de Ouro da mesma Rainha em 2002, do 300º aniversário da Revolução Gloriosa, em 1988, e do 50º aniversário do final da Segunda Guerra Mundial, em 1995.
Depois das reformas feitas em 1999, a Casa dos Comuns usa uma sala, especialmente convertida, próxima do Westminster Hall (não a galeria principal) como Câmara de debates adicional (embora, habitualmente, se fale desta sala como fazendo parte do Westminster Hall). A sala tem a forma de uma ferradura alongada; esta ergue-se em contraste com a Câmara principal, na qual as bancadas estão colocadas frente a frente. Este modelo pretende reflectir a natural não-partidarização dos debates efectuados no Westminster Hall. As conferências no Westminster Hall ocorrem, três vezes por semana. As matérias controvérsias não são, habitualmente, discutidas aqui.

### Outras salas

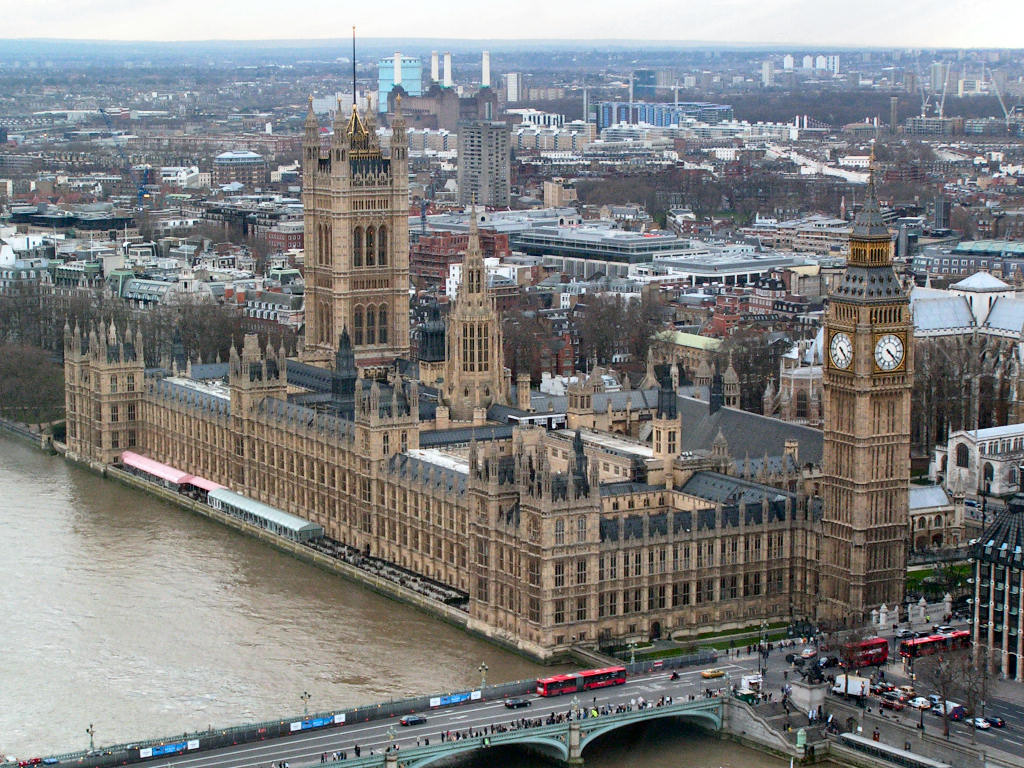
O Palácio de Westminster com vista da Ponte de Westminster

Existem várias outras importantes salas no Palácio de Westminster, situadas no primeiro andar do Palácio. No extremo Sul do edifício fica a Sala Robing, a sala onde o soberano se prepara para a Abertura Solene do Parlamento, vestindo mantos oficiais e usando a Coroa Imperial. Pinturas de William Dyce expostas nesta sala, descrevem cenas da lenda do Rei Artur. Imediatamente a seguir à Sala Robing fica a Galeria Real, a qual é, por vezes, usada por dignitários estrangeiros que querem dirigir-se a ambas as Casas. As paredes estão decoradas com duas enormes pinturas de Daniel Maclise: "The Death of Nelson" ("A Morte de Nelson") a qual descreve a morte de Lord Horatio Nelson na Batalha de Trafalgar, e "The Meeting of Wellington and Blücher" ("O encontro de Wellington e Blücher"), o qual mostra Arthur Wellesley, 1.º Duque de Wellington defrontando Gebhard Leberecht von Blücher, na Batalha de Waterloo.
Imediatamente a Sul da Câmara dos Lordes fica a Câmara do Príncipe, uma pequena antecâmara usada pelos Membros da Casa dos Lordes. Esta sala está decorada com pinturas de membros da Dinastia Tudor. Imediatamente a Norte da mesma Câmara fica a Galeria dos Nobres, onde os Lordes discutem ou negociam durante as conferências da Casa.
A peça central do Palácio de Westminster é a octogonal Galeria Central, a qual fica logo atrás da Galeria dos Nobres e por baixo da Torre Central, está adornada com esculturas de homens de estado e com mosaico representando os santos padroeiros das nações que constituem o Reino Unido: São Jorge pela Inglaterra, Santo André pela Escócia, São David pelo País de Gales e São Patrício pela Irlanda (este precede a separação da República). Os eleitores podem encontrar-se com os Membros do Parlamento na Galeria Central. Por trás desta galeria, próxima da Câmara dos Comuns, fica a Galeria dos Membros, na qual os deputados mantêm discussões ou negociações. A Galeria dos Membros contém estátuas de vários antigos Primeiros-Ministros, incluindo David Lloyd George, Winston Churchill, Clement Attlee e Margaret Thatcher.

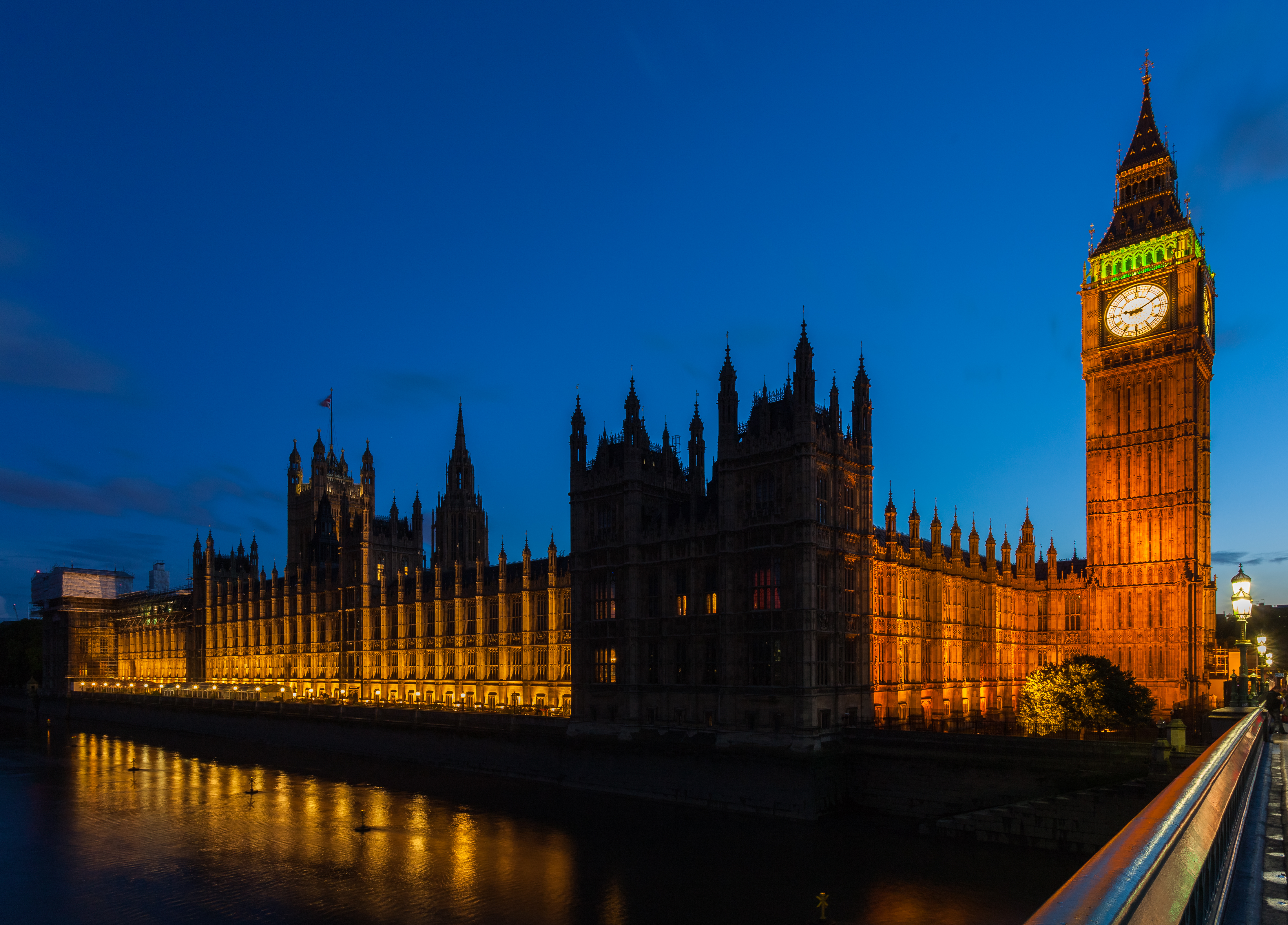
O Palácio de Westminster a noite

Existem dois conjuntos de bibliotecas no andar principal, com vista para o rio: a Biblioteca da Casa dos Lordes e a Biblioteca da Câmara dos Comuns.
O Palácio de Westminster também possui apartamentos oficiais destinados às entidades que presidem às duas Casas. A residência oficial do Presidente da Câmara dos Comuns fica no extremo Norte do Palácio, enquanto os apartamentos do Lorde Chanceler ficam situados no extremo Sul. Todos os dias, o Presidente da Câmara dos Comuns e o Lorde Chanceler tomam parte de procissões formais, desde os seus apartamentos até às respectivas Câmaras.
As facilidades disponíveis para os Membros do Parlamento não têm paralelo em nenhuma parte do mundo. Existem 19 bares e restaurantes no Palácio de Westminster, muitos dos quais nunca fecham enquanto decorrem trabalhos parlamentares ou conferências. Possui ainda um alvo para tiro e um ginásio, e até mesmo um salão de cabeleireiros. O Parlamento conta também com uma loja de recordações, onde os elementos à venda vão desde porta-chaves da Casa dos Comuns a porcelanas para o Champagne da Casa dos Comuns.

## Segurança

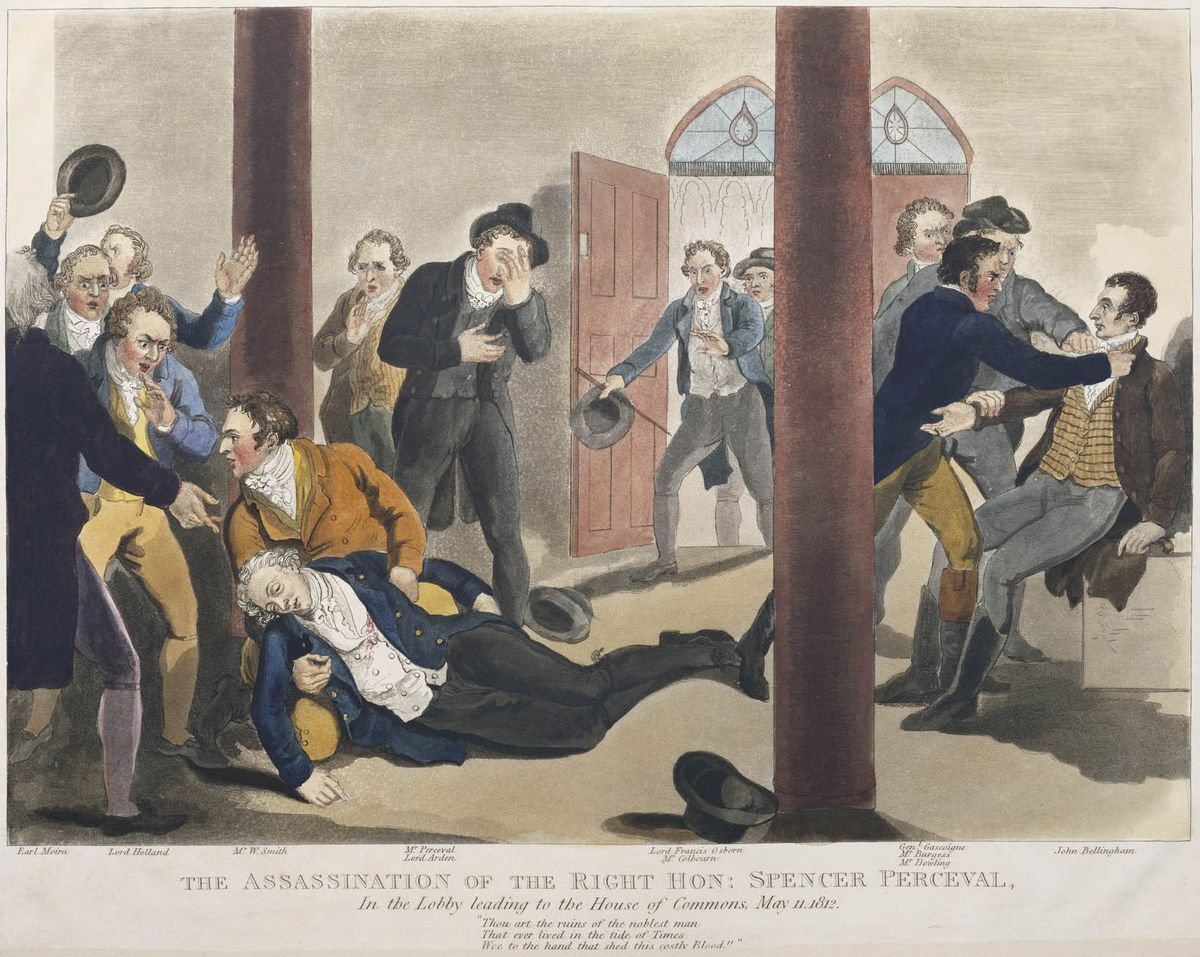
O assassinato do Primeiro-Ministro Spencer Perceval, em 1812, no átrio da Câmara dos Comuns

O "Cavalheiro que conduz o Bastão Negro" supervisiona a segurança da Casa dos Lordes e o Sargento em Armas faz o mesmo em relação à Casa dos Comuns. Estes oficiais, no entanto, têm essencialmente papéis cerimoniais no exterior das Câmaras das respectivas Casas. A segurança efectiva do edifício está a cargo da Divisão da Polícia Metropolitana do Palácio de Westminster, a força policial para a área da Grande Londres. A tradição ainda dita que só o Sargento em Armas pode entrar armado na Câmara dos Comuns.
Provavelmente, a mais famosa tentativa de abrir uma brecha na segurança do Palácio de Westminster foi a Conspiração da Pólvora de 1605. esta conspiração foi levada a cabo por alguns Católicos Romanos, que colocaram explosivos debaixo do Palácio e pretendiam detoná-los durante a Abertura Solene do Parlamento. Se tivesse chegado a ser executada poderia ter destruído o Palácio, matado o protestante Jaime I, a sua família e a maior parte da aristocracia. A conspiração foi descoberta, no entanto, quando um nobre Católico, William Parker, 4.º Barão Monteagle, recebeu uma carta anónima a preveni-lo para não estar presente na Abertura Solene do Parlamento. As autoridades efectuaram uma busca ao Palácio, tendo descoberto a pólvora, tal como um dos conspiradores, Guy Fawkes. Os conspiradores foram mais tarde julgados, por Alta Traição, no Westminster Hall, tendo sido condenados a decapitação, afogamento e esquartejamento. Desde 1605, os elementos da Guarda Real conduzem uma busca cerimonial ao subsolo do Palácio antes de cada Abertura Solene do Parlamento.
O anterior Palácio de Westminster também foi local do assassínio de um primeiro-ministro, em 1812. Ao atravessar a antecâmara da Câmara dos Comuns, quando se dirigia para um inquérito parlamentar, Spencer Perceval foi alvejado e assassinado por John Bellingham. Perceval permanece como o único primeiro-ministro britânico a ter sido assassinado.
No dia 17 de Junho de 1974, uma bomba com o peso de 20 libras (9 kg.), colocada pelo Provisional Irish Republican Army (Exército Republicano Irlandês Provisório — IRA), explodiu no Westminster Hall. Em 1979, Airey Neave, um proeminente político conservador, foi assassinado por um carro-bomba, quando saía, ao volante, do novo parque do Palácio. Tanto o IRA como o IRA Provisório reivindicaram o atentado; as forças de segurança acreditam que terá sido o grupo mais antigo o responsável. Com o aumento da preocupação acerca da possibilidade de um caminhão cheio de explosivos ser conduzido contra o edifício, foi colocada, na rua, uma série de blocos em betão, em 2003 (apesar da cessação efectiva, por esta época, das acções terroristas da Irlanda do Norte).
O Palácio também tem sido local de numerosos actos com motivação política de "acção directa". Em 1970, uma bomba de gáz lacrimogénio foi atirada para dentro da Câmara dos Comuns, em protesto contra as condições na Irlanda do Norte. Em 1978, Yana Mintoff e outro dissidente atiraram estrume.
Preocupações com tais ameaças e com a possibilidade de surgirem ataques químicos ou biológicos deram origem à construção de uma separação de vidro ao longo da Galeria dos Estranhos, no início de 2004. A nova barreira não cobre as três filas da frente, as quais são chamadas de "Galeria dos Estranhos Distintos" e, em Maio desse ano, protestos dos "Fathers 4 Justice" (Pais por Justiça) atacaram o primeiro-ministro com uma bomba de pó lançada desta parte. Em Setembro de 2004, cinco manifestantes opuseram-se à proposta de proibição da caça à raposa, interrompendo os procedimentos dos Comuns ao correrem para dentro da Câmara.
Apesar das recentes brechas na segurança, os membros do público continuam a ter acesso à Galeria. Os visitantes têm que passar através de um detector de metais e os seus valores são rastreados. A polícia da Divisão da Polícia Metropolitana do Palácio de Westminster, apoiada por alguns polícias armados do Grupo de Protecção Diplomática, estão sempre em funções no interior e em volta do Palácio.

## Cultura e turismo

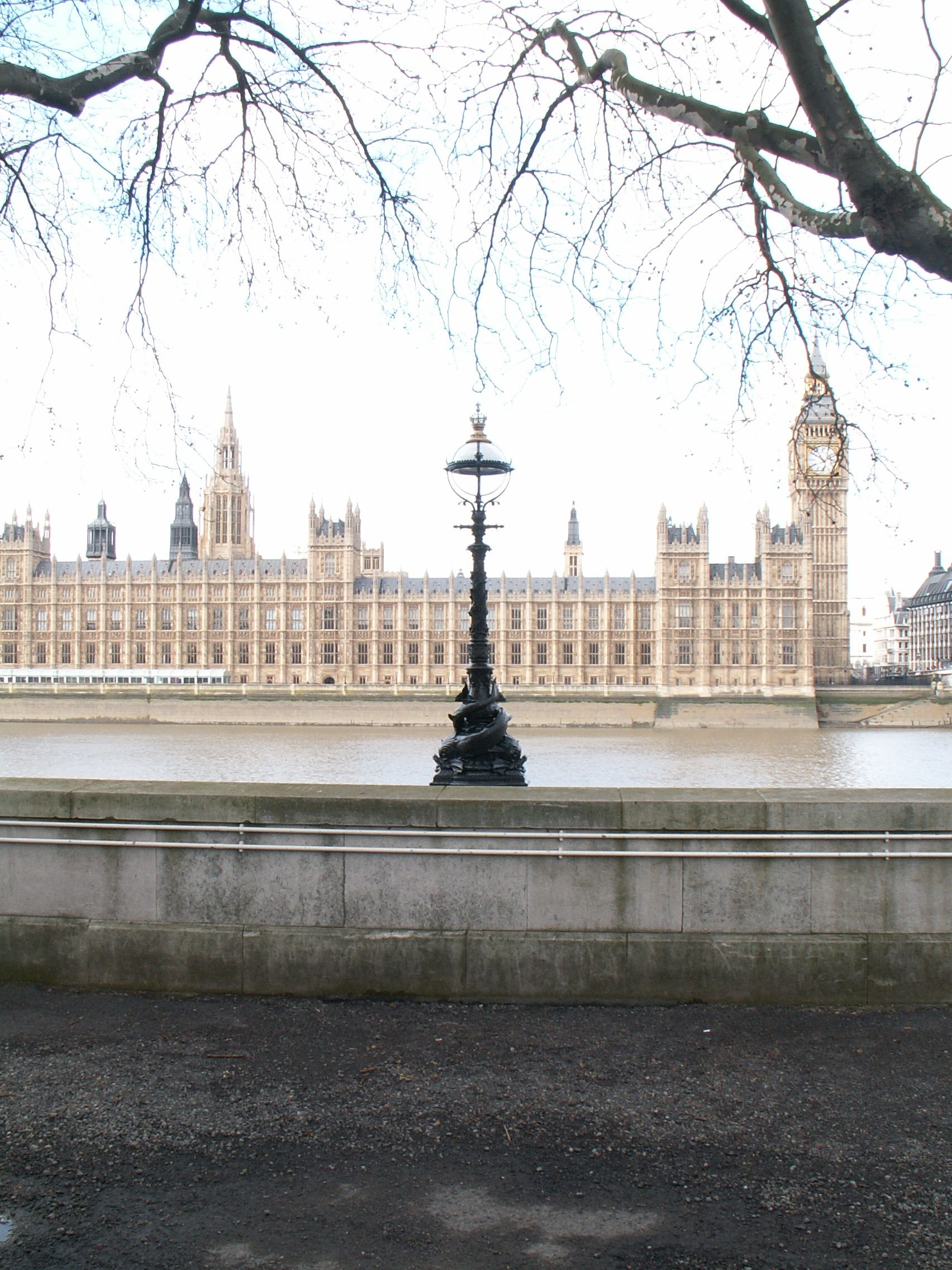
O Palácio de Westminster visto da margem Sul do Tâmisa

O exterior do Palácio de Westminster — especialmente a Torre do Relógio — é uma das atracções turísticas mais visitadas em Londres. A UNESCO classificou o Palácio de Westminster, juntamente com a vizinha Abadia de Westminster e a Igreja de Santa Margarida, como Património Mundial. O Palácio também está inscrito como edifício de Grau I dos edifícios históricos do Reino Unido. Não existe nenhum acesso casual ao seu interior, mas este pode ser visto por várias vias:
- Assistência de debates a partir das galerias públicas da Câmara dos Comuns ou da Câmara dos Lordes: os residentes no Reino Unido podem obter bilhetes antecipadamente através dos seus Membros do Parlamento. também é possível, tanto para os visitantes residentes no Reino Unido como para os estrangeiros, fazer fila para admissão no próprio dia, mas a capacidade é limitada e não existe garantia de entrada. Só uma parte diminuta do interior do Palácio pode ser visitada. Ambas as Casas podem excluir "estranhos" se estes desejarem sentar-se em privado;

- Visitas durante as sessões Parlamentares: os residentes no Reino Unido podem apelar para um deputado ou para um nobre para que lhe seja concedido lugar numa visita guiada ao Parlamento, enquanto este está em sessão. As instituições de educação britânicas também podem conseguir uma visita através dos seus deputados. O sistema para a circulação de estrangeiros, em visita ao Palácio durante as sessões do Parlamento, foi suspenso temporariamente;

- Abertura de Verão: são permitidas visitas durante os dois meses no Verão das férias parlamentares, abertas tanto aos residentes como aos estrangeiros. Recomenda-se marcação antecipada;

- Assistência televisiva: transmissões ao vivo de sessões Parlamentares podem ser vistas na BBC Parliament; quando o Parlamento não está em sessão, são transmitidas sequências filmadas. as sessões também são ocasionalmente retransmitidas nos Estados Unidos via C-SPAN (televisão por cabo).

Desde 1 de Agosto de 2005, segundo uma provisão do "Acto de 2005 do Grave Crime Organizado e Polícia", é proibido realizar protestos sem a permissão antecipada da Polícia Metropolitana dentro de uma área determinada, a qual se estende por meia milha em volta do Palácio.